# Apolo (Bíblia)
Apolo de Alexandria é um personagem bíblico do Novo Testamento conhecido como homem eloquente e poderoso nas escrituras, e foi um dos personagens mais importantes da Igreja primitiva, sendo venerado como santo pela Igreja Católica, sendo também bispo de Cesareia Palestina.
Foi descoberto pelo casal Priscila e Áquila enquanto pregava baseado nos ensinamentos de João Batista, logo foi discipulado acerca da obra redentora de Cristo e se tornou um dos grandes da Igreja primitiva no século I, tanto é que o apóstolo Paulo advertiu aos cristãos em Corinto sobre o perigo da "divisão da igreja" em um dos seus ensinamentos de crescimento espiritual:
| “ | «Eu plantei, Apolo regou, mas Deus é quem fez crescer; de modo que nem o que planta nem o que rega são alguma coisa, mas unicamente Deus, que efetua o crescimento.» (I Coríntios 3:6–8) | ” |

Apolo era um servo de Deus, eloquente e poderoso nas escrituras (Atos 18:24–28). Ele ministrou na cidade de Corinto depois da partida de Paulo para a Síria (em Atos 18:18 até Atos 19:1). Era natural de Alexandria, Egito, um eficaz expositor das sagradas escrituras, e um fluente orador (Atos 18:28).
O grupo de Apolo era formado pelos crentes elitistas, intelectuais, filósofos e sábios de Corinto (I Coríntios 1:20–23;  I Coríntios 2:1–6; I Coríntios 3:18–19). Embora um partido se formasse em torno de seu nome, Apolo não apoiava a qualquer facção na Igreja Local. Quando Paulo insiste para que ele vá a Corinto, Apolo não se apressa em atender aquela igreja, talvez com receio que sua presença estimulasse ainda mais as divisões (I Coríntios 16:12).
Martinho Lutero sugere que a autoria da Epístola aos Hebreus é de Apolo. Ele é um dos Setenta Discípulos.